# Heodes pelusiota
Heodes pelusiota är en fjärilsart som beskrevs av Hans Fruhstorfer 1910. Heodes pelusiota ingår i släktet Heodes och familjen juvelvingar. Inga underarter finns listade i Catalogue of Life.